# Eublemma leucodesma
Eublemma leucodesma is een vlinder uit de familie van de spinneruilen (Erebidae). De wetenschappelijke naam van deze soort werd voor het eerst voorgesteld als Thalpochares leucodesma door Oswald Bertram Lower in een publicatie uit 1899.
De soort komt voor in Australië (Queensland).